# مارتن ألاركون
مارتن كارلوس ألاركون (بالإسبانية: Martín Carlos Alarcón)‏ (ولد في 25 ديسمبر 1928 في فورموزا، الأرجنتين) وهو لاعب كرة قدم أرجنتيني متقاعد لعب لعدة أندية منها نادي ليبرتاد، نادي ريفر بليت ونادي أمريكا لكرة القدم.